# Jonny Reid
 (avril 2016).
Pour les articles homonymes, voir Reid.
Jonathan Reid, plus connu sous le nom de Jonny Reid (né le 18 octobre 1983 à Auckland, Nouvelle-Zélande) est un pilote automobile néo-zélandais. Il défend régulièrement les couleurs de l'équipe de Nouvelle-Zélande dans le championnat de A1 Grand Prix, dans lequel il a déjà remporté plusieurs victoires.[réf. nécessaire]